# Bålstaberg
Bålstaberg är en ort i Husby-Långhundra socken i östra delen av Knivsta kommun cirka 17 km öster om Knivsta och direkt norr om riksväg 77.
Bålstaberg var en småort till och med småortsavgränsningen 1995, den låg då i Uppsala kommun. Vid 2015 års småortsavgränsning återfanns här åter en småort. Vid avgränsningen 2020 var dock antalet bofasta inom avgränsningen färre än 50 och småorten avregistrerades.